# John Taylor (pilote automobile, 1941)
Ne doit pas être confondu avec John Taylor (pilote automobile, 1933).
Pour les articles homonymes, voir John Taylor et Taylor.
Scot John Taylor, dit Mr. Rallycross, né le 3 octobre 1941 à Inverness, est un pilote automobile britannique de rallye et de rallycross, d'origine écossaise.

## Biographie
Fils d'un commandant de la Royal Navy, il passe sa jeunesse aux îles Bermudes.
Plus tard installé dans le comté de Kent près du circuit de Lydden Hill (en), il devient jockey professionnel. Mais il est victime d'un grave accident en 1969, et il va désormais s'exprimer dans le sport automobile, qu'il vient de découvrir l'année précédente alors que le tout premier rallycross de l'histoire a eu lieu sur le circuit de Lydden le  4 février 1967 (victoire de Vic Elford).
Sa première voiture dans cette spécialité naissante est une Volvo Amazon, dotée par ses soins d'un moteur Ford ce qui finit par attirer l'attention de ce constructeur après quelques succès.
Il court exclusivement dès lors sur Ford Escort, en fait maintenant depuis 1970, soit plus de 45 années (à près de 75 ans).
Il remporte ainsi le rallye irlandais de Galway en 1978 (3e en 1976), comptant alors pour le championnat d'Europe, et il termine deuxième la même année du rallye de l'île de Man, également en ERC. Lors du RAC Rally en WRC, il réussit à obtenir les 7e puis 6e places entre 1978 et 1979 (navigué par Phil Short). Durant ces deux mêmes années il finit aussi dans les quatre premiers des rallyes d'Écosse et du Pays de Galles (une épreuve où il figure annuellement dans les cinq premiers durant quatre années de rang à partir de 1976, grâce à sa RS1800s).

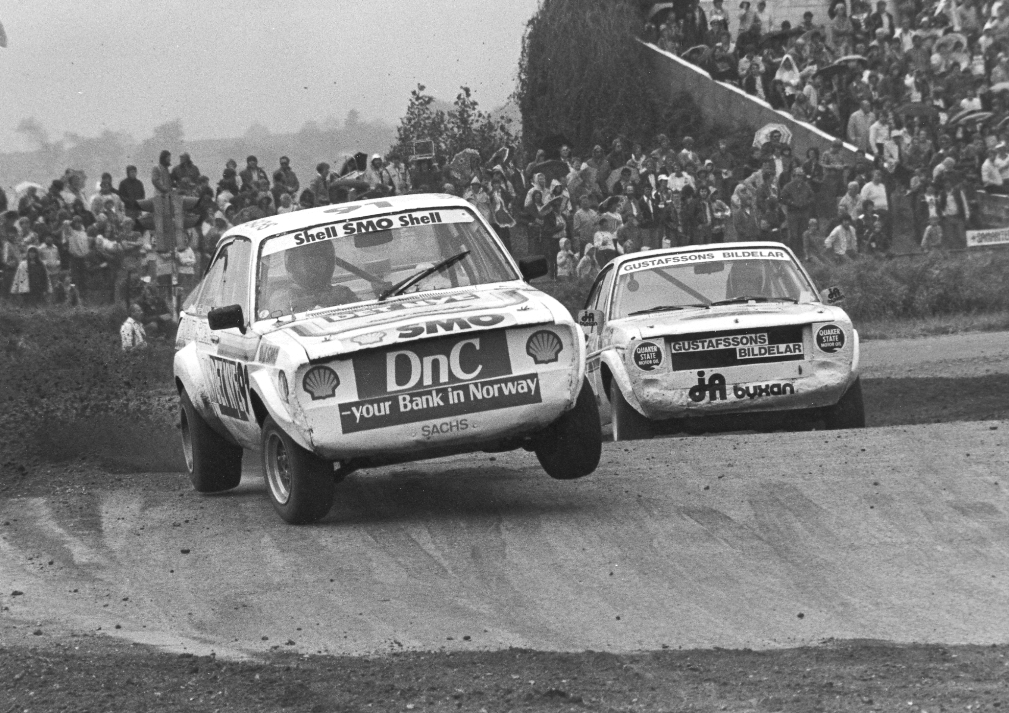
Deux Ford Escort RS1800 en championnat d'Europe de rallycross (à Djursland, près de Grenaa).

Il devient surtout le premier Champion d'Europe de rallycross de l'histoire en 1973, dans ce qui est alors jusqu'à l'année suivante le championnat Embassy (nom d'un cigarettier et non encore reconnu par la FIA), sur une Ford Escort RS1600. Il remporte alors la première manche à Melk (Autriche), finit deuxième au Estering de Buxtehude et à Duivelsberg près de Maasmechelen, avant d'obtenir deux dernières victoires aux Pays-Bas et en Suède. Il obtient le titre lors de la finale à Lydden, son compagnon d'écurie Rod Chapman terminant deuxième du championnat. En 1975 sur RS1800 il finit encore troisième de celui-ci, remportant une victoire à Maasmechelen et terminant à seulement un point des deux premiers, le néerlandais Kees Teurlings (déclaré champion) et son dauphin Dick Riefel, tous deux sur Volkswagen Coccinelle à moteur Porsche Carrera. Fin 1976 Taylor obtient un dernier succès à Lydden, puis il quitte définitivement ce championnat sur une place de sixième au général, se tournant maintenant pleinement vers le rallye. À la fin de sa carrière régulière dans cette discipline, il en devient durant plus d'un an le coordinateur pour Ford Motor Sports basé à Boreham.
Il ne doit pas être confondu avec son compatriote coureur de Formule 1 John Taylor, décédé en 1966.